# Бекешевская
Беке́шевская — станица в Предгорном муниципальном округе Ставропольского края России.

## Название
Станица Бекешевская, вероятно, получила своё название по имени казачьего бекета (пикета), находившегося на соседней одноимённой горе Бекечь (Бекет). Первые десятилетия наименование станицы в официальных документах часто писалось через букву «ч».

…в 1822 году на месте будущей станицы [Бекешевской] был устроен пост Бекешевский (Бекечевский), названный по кургану Бекиш, располагавшемуся рядом с абазинским Бибердовым аулом. Сами абазины-тапантинцы именовали данный курган сложносочинённым образом: «Бакьйышта», что, по мнению исследовательницы С. Х. Ионовой, может трактоваться как место, где жил (или, возможно, был похоронен) бек (то есть какое-то знатное лицо тюркского происхождения).— Колесников В. А. Станицы Ставрополья:21—22

## География
Бекешевская расположена на берегах Верхней Кумы, при выходе её из горного ущелья на высоте 685 м над уровнем моря, в 109 км к юго-востоку от краевого центра и 38 км к северо-западу от районного центра.

## История
В 1826—1828 годах:208, по желанию командующего Отдельным Кавказским корпусом генерала от инфантерии А. П. Ермолова, состоялось переселение станиц Хопёрского полка с упразднённой Азово-Моздокской линии на Кубань и Куму:203—208.
Подготовка к переселению хопёрских казаков началась в марте 1825 года. К сентябрю того же года были разбиты места для новых казачьих станиц, в октябре завершена съёмка земель и составлены планы станиц:203—205.

Согласно составленному начальником штаба [Отдельного Кавказского корпуса генерал-майором А. А. Вельяминовым] расписанию, жители ст. Ставропольской (441 двор) должны были основать 2 поселения — при посту Карантинном на р. Куме (300 дворов) и близ Баталпашинского укрепления на самой Кубани (141 двор). Казаки из ст. Северной (188 дворов) в полном составе переселялись к посту Бекешевому на р. Куме близ Бибердова аула, представители ст. Донской (291 двор) большей частью направлялись к посту Беломечётскому на Кубани (179 дворов), а меньшей — к Невинномысскому укреплению (112 дворов). Наконец, население ст. Московской (238 дворов) также разделялось на 2 партии, главенствующая из которых (150 дворов) основывала станицу при устье р. Барсуки, оставшаяся же (88 дворов) — перемещалась к Невинному мысу.— Колесников В. А. Былое Невинного мыса:203—204
13 августа 1826 года Ермолов предписал генерал-майору П. Д. Горчакову объявить в казачьи полки, «как каждую станицу именовать надлежит»:207.
В ходе переселения хопёрцы первоначально основали шесть станиц: четыре на Кубани — Баталпашинскую, Беломечётскую, Невинномысскую и Барсуковскую, и две на реке Куме — Карантинную и Бекешевскую.
Датой образования станицы Бекешевской считается 21 сентября 1825 года. Фактически заселение её казаками началось весной 1826 года и завершилось осенью 1828 года:22. Первопоселенцами стали жители станицы Северной (189 дворов, 672 души мужского и 679 душ женского пола):331. По сведениям 1829 года, в Бекешевской насчитывалось 200 дворов с 1600 жителями (818 мужчин и 782 женщины):22.
В 1831 году (по другим данным в 1826 году) хопёрцы с прежнего места жительства перевезли в Бекешевскую деревянную Рождественско-Богородицкую церковь (1794 года постройки):22.
До 1920 года числилась в Баталпашинском отделе Кубанской области и имела около 15 тысяч жителей смешанного донско-запорожского состава и с таким же смешанным русско-украинским диалектом.
По данным Всесоюзной переписи 1926 года в станице значилось 1919 дворов с 8895 жителями (4172 мужчины и 4723 женщины); среди местного населения преобладали малороссы:4—5.
В начале 1950-х годов в станице был образован колхоз «Путь Ленина».
До 16 марта 2020 года станица образовывала упразднённое сельское поселение станица Бекешевская.

## Население
| 1844  | 1855  | 1861  | 1867  | 1871  | 1874  | 1882  | 1896  | 1897  | 1913    | 1915    | 1916  |
| ----- | ----- | ----- | ----- | ----- | ----- | ----- | ----- | ----- | ------- | ------- | ----- |
| 2969  | ↗3480 | ↘3372 | ↗3495 | ↗3824 | ↗4225 | ↗4358 | ↗6171 | ↗7659 | ↗12 229 | ↗12 343 | ↘9320 |
| 1926  | 1939  | 1989  | 2002  | 2010  | 2011  | 2012  | 2013  | 2014  | 2015    | 2016    | 2017  |
| ↘8895 | ↘5650 | ↘3523 | ↗3733 | ↘3120 | ↗3121 | ↘3082 | ↗3097 | ↘3092 | ↘3038   | ↘3018   | ↘2975 |
| 2018  | 2019  | 2020  | 2021  |       |       |       |       |       |         |         |       |
| ↘2958 | ↗2987 | ↘2977 | ↘2592 |       |       |       |       |       |         |         |       |

Гендерный состав
По итогам переписи населения 2010 года проживали 1421 мужчина (45,54 %) и 1699 женщин (54,46 %).
Национальный состав
По итогам переписи населения 2010 года проживали следующие национальности (национальности менее 1 %, см. в сноске к строке «Другие»):
| Национальность | Численность | Процент |
| -------------- | ----------- | ------- |
| Русские        | 2812        | 90,13   |
| Армяне         | 67          | 2,15    |
| Греки          | 46          | 1,47    |
| Украинцы       | 37          | 1,19    |
| Другие         | 158         | 5,06    |
| Итого          | 3120        | 100,00  |

## Образование
- Детский сад № 24[34]
- Средняя общеобразовательная школа № 3[35]

## Медицинские учреждения
- Участковая больница

## Учреждения культуры
- Дом культуры[36]
- Сельская библиотека. Открыта 1 января 1952 года[37]
- Районная детская библиотека. Филиал № 3

## Религия
- Храм Рождества Пресвятой Богородицы РПЦ. Входит в Пятигорское благочиние Пятигорской и Черкесской епархии. Зарегистрирован 4 августа 1999 года.

## Люди, связанные с селом
- Медяник Фёдор Тихонович — атаман Бекешевской станицы, участник русско-китайской и японской войн, полный Георгиевский кавалер.
- Прядкин Иван Михайлович (1924, станица Бекешевская — 1994) — участник Великой Отечественной войны, полный кавалер Ордена Славы
- Бережнов Иван Яковлевич — участник гражданской и Великой Отечественной войны, почётный колхозник и председатель бекешевского колхоза «Путь Ленина», персональный пенсионер республиканского значения

## Памятник
- Памятник В. И. Ленину. 1968 год[38].

## Памятники археологии
Согласно Постановлению главы администрации Ставропольского края
| Название                          | Временной период       | Место положение                                                                 |
| --------------------------------- | ---------------------- | ------------------------------------------------------------------------------- |
| 807. Могильник «Бекешевский»      | 1 пол. I тыс. до н. э. | юго-восточная окраина станицы Бекешевская                                       |
| 808. Курган «Бекешевский-1»       | III — II тыс. до н. э. | 6,5 — 7 км северо-восточнее ст-цы Бекешевской, терраса правого берега реки Кума |
| 809. Курганная группа «Ташла — 1» | III — II тыс. до н. э. | 5,5 км севернее ст-цы Бекешевской, гряда правобережной террасы реки Ташла       |

## Кладбище
В районе пересечения улиц Ленина, Нагорной, Спортивной и К. Маркса расположено общественное открытое кладбище площадью 54 тыс. м².